# Ordenações Afonsinas
As Ordenações Afonsinas, ou Código Afonsino, são uma das primeiras colectâneas de leis da era moderna, promulgadas durante o reinado de Dom Afonso V. O código deveria esclarecer a aplicação do direito canónico e romano no Reino de Portugal, e, após um longo período de gestação, as primeiras cópias manuscritas aparecem em meados do século XV. A sua aplicação não foi uniforme no Reino e vigorou até à promulgação das suas sucessoras, as Ordenações Manuelinas.

## História
A necessidade de uma codificação geral de leis tornou-se mais presente na Dinastia de Avis (1385-1581/82). Várias vezes as Cortes tinham pedido a D. João I a organização de uma colectânea em que se coordenasse e actualizasse o direito vigente, para a boa-fé e fácil administração na justiça. A compilação era defendida em particular por João das Regras, considerado braço direito do rei na Crise dinástica de Avis, mas os trabalhos apenas começaram após a sua morte, em 1404. Para levar a cabo essa obra, D. Duarte designou o doutor Rui Fernandes, que acabaria o trabalho em 1446 em Arruda.
Este projecto foi revisto por ordem do infante D. Pedro, que lhe introduziu algumas alterações, fazendo parte da comissão Lopo Vasques, corregedor da cidade de Lisboa, e os desembargadores Luís Martins e Fernão Rodrigues. Em 1448, talvez ainda durante a regência de D. Pedro, tenha acabado a revisão, embora as Ordenações incluam leis de 1454. Desconhece-se as partes de autoria de João Mendes e Rui Fernandes. A respeito das fontes utilizadas, verifica-se que os compiladores aproveitaram, sobretudo, leis existentes. Muitas disposições foram extraídas dos direitos romano e canónico, quer directamente, quer através das obras de comentadores. Pensa-se que o Livro das Leis e Posturas e as Ordenações de D. Duarte tenham sido trabalhos preparatórios de codificação afonsina. Nem sempre, porém, os textos foram reproduzidos de uma forma exacta e frequentemente os compiladores atribuíram a um monarca leis elaboradas por outro.
As Ordenações não chegaram a ser impressas durante o período em que vigoraram, apesar de prensa de Johannes Gutenberg já estar em uso na Alemanha desde 1439:
A demora na produção de cópias manuscritas parece ter sido um dos problemas para a sua aplicação em todo o Reino. Em Portugal a imprensa apareceu por volta de 1487 e logo foi utilizada para editar a legislação eclesiástica e monárquica, pois, como afirmou o próprio D. Manuel "necessária é a nobre arte da impressão […] para o bom governo, porque com mais facilidade e menos despesa os ministros da Justiça possam usar de nossas leis e ordenações e os sacerdotes possam administrar os sacramentos da madre santa Igreja." Cf. Nunes, J. E. Gomes da Silva. História do Direito Português. 2.ª ed. Lisboa: Fundação Calouste Gulbenkian, 1992, p. 266.

## Estrutura
As Ordenações encontram-se divididas em cinco livros, talvez à imitação dos Decretais de Gregório IX. Todos os livros são precedidos de preâmbulo, que no primeiro é mais extenso que nos restantes, pois lá se narra a história da compilação.
- O livro I trata dos cargos da administração e da justiça.
- O livro II ocupa-se da relação entre Estado e Igreja, dos bens e privilégios da igreja, dos direitos régios e sua cobrança, da jurisdição dos donatários, das prerrogativas da nobreza e legislação "especial" para judeus e mouros.
- O livro III cuida basicamente do processo civil.
- O livro IV trata do direito civil: regras para contratos, testamentos, tutelas, formas de distribuição e aforamento de terras, etc.
- O último trata do direito penal: os crimes e as suas respectivas penas.

Embora com cinco livros, as Ordenações estavam longe de constituir um sistema completo. No direito privado há institutos que são esquecidos e outros excepcionalmente lembrados. Tampouco o código apresenta uma organicidade visível nos códigos modernos. Com relação ao direito subsidiário (as fontes para "preencher lacunas" usadas na jurisprudência), "o direito romano tornou-se a referência básica e o canônico passou a prevalecer só nas matérias espirituais ou nas que envolvesse a noção de pecado".

## Legado e Influência
As Ordenações são notáveis se comparadas com os outros códigos vigentes na época em outros países. As Ordenações Afonsinas ocupam uma posição destacada na história do direito português: representaram o final da evolução legislativa que vinha desde D. Afonso III, e forneceram as bases das colectâneas seguintes, que se limitaram a actualizá-las. Sendo substituídas no reinado de D. Manuel I, depressa caíram em esquecimento, sem terem chegado a ser impressas.

## Texto integral
- Ordenações Afonsinas: texto integral, em fac-simile, disponível no sítio do do Instituto de História e Teoria das Ideias da Faculdade de Letras da Universidade de Coimbra.